# Ивановский сельсовет (Новосибирская область)
Ивановский сельсовет — сельское поселение в Баганском районе Новосибирской области Российской Федерации.
Административный центр — село Ивановка.

## История
Образовано на основе Ивановского сельсовета Баганского района Новосибирской области, образованного в 1924 году.
Статус и границы сельского поселения установлены Законом Новосибирской области от 2 июня 2004 года № 200-ОЗ «О статусе и границах муниципальных образований Новосибирской области»

## Население
| 2002 | 2010 | 2012 | 2013 | 2014 | 2015 | 2016 |
| ---- | ---- | ---- | ---- | ---- | ---- | ---- |
| 778  | ↘762 | ↗794 | ↗830 | ↗832 | ↘812 | ↗860 |
| 2017 | 2018 | 2019 | 2020 | 2021 |      |      |
| ↗882 | ↗928 | ↘920 | ↗927 | ↘914 |      |      |

## Состав сельского поселения
| № | Населённый пункт | Тип населённого пункта       | Население |
| - | ---------------- | ---------------------------- | --------- |
| 1 | Грушевка         | деревня                      | →126      |
| 2 | Ивановка         | село, административный центр | ↗526      |
| 3 | Подольск         | деревня                      | ↘110      |